# كيم بويس
كيم بويس (بالإنجليزية: Kim Boyce)‏ هي مغنية أمريكية، ولدت في 14 مارس 1961 في وينتر هافن في الولايات المتحدة.